# 倉吉市立関金小学校
倉吉市立関金小学校（くらよししりつ せきがねしょうがっこう）は、鳥取県倉吉市関金町関金宿にある公立小学校。2016年に山守小学校と統合し新しい関金小学校として開校した。

## 沿革
- 1873年（明治6年） - 湯関学校・大鳥居学校・堀村学校設立。
- 1876年（明治9年） - 大鳥居学校と堀村学校を合併し南谷学校設立。
- 1887年（明治20年） - 湯関・南谷学校を合併、松河原尋常小学校設立。
- 1891年-1892年（明治24年-25年） - 矢送尋常小学校、南谷尋常小学校、山守尋常小学校に分かれる。

矢送小学校
- 1919年（大正8年） - 矢送尋常高等小学校と改称。
- 1941年（昭和16年）4月1日 - 国民学校令により矢送国民学校と改称。
- 1947年（昭和22年）4月1日 - 学制改革により矢送村立小学校と改称。
- 1953年（昭和28年）4月1日 - 矢送・南谷・山守村が合併し町制施行し東伯郡関金町発足に伴い、関金町立矢送小学校と改称。
- 1958年（昭和33年）3月31日 - 統合に伴い閉校。

南谷小学校
- 1919年（大正8年） - 南谷尋常高等小学校と改称。
- 1941年（昭和16年）4月1日 - 国民学校令により南谷国民学校と改称。
- 1947年（昭和22年）4月1日 - 学制改革により南谷村立小学校と改称。
- 1953年（昭和28年）4月1日 - 矢送・南谷・山守村が合併し町制施行し東伯郡関金町発足に伴い、関金町立南谷小学校と改称。
- 1958年（昭和33年）3月31日 - 統合に伴い閉校。

関金小学校（旧）
- 1958年（昭和33年）4月1日 - 矢送小と南谷小が統合し、関金町立関金小学校が開校。
- 1993年（平成5年）1月 - 現在地の新校舎に移転。
- 2005年（平成17年）3月22日 - 関金町が倉吉市に編入され、倉吉市立関金小学校と改称。
- 2016年（平成28年）3月31日 - 山守小学校と統合に伴い閉校。

関金小学校（新）
- 2016年（平成28年）4月1日 - 山守小学校と統合し、新しい関金小学校が開校。4月7日に開校式が行われた。

## 通学区域
- 関金町泰久寺、関金町松河原、関金町大鳥居、関金町安歩、関金町関金宿、関金町郡家、関金町山口、関金町南堀、関金町野添、関金町米富、関金町小泉、関金町福原、関金町明高、関金町堀、関金町今西

## 進学先中学校
- 倉吉市立鴨川中学校

## 交通アクセス
- JR山陰本線 倉吉駅前：日交バス明高線「大鳥居」バス停より500 m。